# City of Mitcham
City of Mitcham – jednostka samorządowa wchodząca w skład aglomeracji Adelaide. Mitcham zostało założone w 1853 i był pierwszym samorządem terytorialnym założonym w stanie Australia Południowa po Adelaide. Obszar ten zamieszkuje 59 766 mieszkańców (dane z 2001), powierzchnia wynosi 75,55 km². Rada Miejska ma swoją siedzibę w Torrens Park.

## Dzielnice
W nawiasach podany jest kod pocztowy.
- Bedford Park (5042)
- Belair (5052)
- Bellevue Heights (5050)
- Blackwood (5051)
- Brown Hill Creek (5062)
- Clapham (5062)
- Clarence Gardens (5039)
- Colonel Light Gardens (5041)
- Coromandel Valley (5051)
- Crafers West (5152)
- Craigburn Farm (5051)
- Cumberland Park (5041)
- Daw Park (5041)
- Eden Hills (5050)
- Glenalta (5052)
- Hawthorn (5062)
- Hawthorndene (5051)
- Kingswood (5062)
- Leawood Gardens (5150)
- Lower Mitcham (5062)
- Lynton (5062)
- Melrose Park (5039)
- Mitcham (5062)
- Netherby (5062)
- Panorama (5041)
- Pasadena (5042)
- Springfield (5062)
- St. Marys (5042)
- Torrens Park (5062)
- Upper Sturt (5156)
- Urrbrae (5064)
- Westbourne Park (5041)